# Stráž (Křimov)
Stráž (deutsch Tschoschl) ist ein Ortsteil der Gemeinde Křimov in Tschechien. Er liegt drei Kilometer südöstlich von Hora Svatého Šebestiána und gehört zum Okres Chomutov. Das Dorf wurde 1958 nach dem Bau der Trinkwassertalsperre Křimov aufgegeben.

## Geographie
Stráž befand sich auf dem Kamm des sächsisch-böhmischen Erzgebirges in der Quellmulde eines kleinen Baches zwischen den Tälern des Křimovský potok und Menhartický potok. Nördlich erhebt sich der Menhartický vrch (Müllerberg, 848 m) und im Nordosten der Chlum (757 m). Östlich liegt die Talsperre Křimov. Im Süden führt die Bahnstrecke Chomutov–Vejprty und westlich die stillgelegte Strecke nach Reitzenhain vorbei. 
Nachbarorte sind das ebenfalls erloschene Menhartice im Norden, Bečov im Nordosten, Třetí Dolský Mlýn, Druhý Dolský Mlýn, První Dolský Mlýn und Suchdol im Osten, Domina, Strážky und Křimov im Südosten, Celná im Süden, Nová Ves im Westen sowie Hora Svatého Šebestiána im Nordwesten.

## Geschichte
Die erste schriftliche Erwähnung des zum Gut Krimove gehörigen Dorfes Stracz erfolgte 1228. Im Jahre 1281 überließen die Kothobor von Retschitz dem Deutschritterorden in Komotau das Gut Krimove einschließlich Stracz und weiterer Dörfer. Nach längeren Streitigkeiten mit der Böhmischen Krone nutzte Wenzel IV. 1410 nach der Schlacht bei Tannenberg die Schwäche des Ordens und konfiszierte dessen Besitz. 1411 verwies Wenzel den Orden des Landes. Nachfolgend wurde das Dorf, dessen Name sich im Laufe seiner Geschichte über Czoschl und Zoschl zu Tschoschl wandelte, Teil der Herrschaft Komotau. Im herrschaftlichen Urbar aus der Zeit zwischen 1560 und 1563 sind für Tschoschl 20 Anwesen sowie eine obere und eine untere Mühle verzeichnet. 1563 ist weiterhin ein Kretscham nachweisbar, der dem Komotauer Bierzwang unterlag. Aus der Zeit zwischen 1588 und 1612 ist in Tschoschl ein Freirichter belegt. Bei ihrem Freikauf aus der Untertänigkeit kaufte die Stadt Komotau im Jahre 1605 auch das aus 22 Anwesen bestehende Dorf Tschoschl. Seine Bewohner wurden fortan dem der Freien Königlichen Stadt gehörigen Gut Schönlind frondienstpflichtig. 1784 bestand das Dorf aus 29 Häusern.
Nach der Aufhebung der Patrimonialherrschaften bildete Tschoschl/Stráž ab 1850 eine politische Gemeinde im Gerichtsbezirk Komotau bzw. Bezirk Komotau. 1868 begann der Bau der Bahnstrecke Komotau-Weipert durch die Buschtěhrader Eisenbahn. Vier Jahre später wurde die Strecke eingeweiht. Südlich des Dorfes entstand der Haltepunkt Krima und südwestlich der Bahnhof Krima-Neudorf. 1875 wurde auch die dort abzweigende Strecke nach Reitzenhain in Betrieb genommen. Im selben Jahre begann der Unterricht in der einklassigen Dorfschule, zuvor war Krima der Schulort. Südlich des Dorfes bestand am Krimaer Bach an der Straße nach Krima eine Mahlmühle und eine Sägemühle, in der Dachschindeln gefertigt wurden. Die Mühle wurde später in ein Forsthaus umgewandelt. Die Bewohner des Dorfes lebten von der Viehzucht und der Landwirtschaft, die wegen der rauen klimatischen Verhältnisse am Erzgebirgskamm wenig ertragreich war. Deshalb wurden in Heimarbeit Spitzenklöppelei und Gorlnäherei betrieben. Am Dorfplatz befand sich eine größere Kapelle. 1883 wurde in Tschoschl ein Denkmal für Joseph II. errichtet. 1923 entstand am Dorfplatz ein Kriegerdenkmal. 1930 hatte Tschoschl 182 Einwohner. Nach dem Münchner Abkommen wurde die Gemeinde 1938 dem Deutschen Reich zugeschlagen und gehörte bis 1945 zum Landkreis Komotau. 1939 lebten in der Gemeinde 150 Menschen. Nach dem Ende des Zweiten Weltkrieges kam Stráž zur Tschechoslowakei zurück und die deutschen Bewohner wurden vertrieben. Die Wiederbesiedlung des Dorfes gelang nur in geringem Umfang. Im Jahre 1948 wurde Stráž nach Křimov eingemeindet. Zwischen 1953 und 1958 entstand unterhalb von Stráž die Trinkwassertalsperre Křimov. Da die Dörfer Stráž und Menhartice im Einzugsgebiet der Talsperre lagen, wurden sie 1958 geräumt. In den 1980er Jahren wurden die Ruinen von Stráž größtenteils abgetragen. An der Stelle des Dorfes befindet sich heute ein Gebüsch, in dem sich einige Mauerreste befinden.

## Sehenswürdigkeiten
- Talsperre Křimov, östlich des Dorfes

## Söhne und Töchter des Ortes
- Robert Hanell (1925–2009), deutscher Dirigent und Komponist